# ارتش ایالات مؤتلفه
ارتش ایالات مؤتلفه (انگلیسی: Confederate States Army) یا به اختصار (CSA) همچنین شناخته شده با نام مرسوم ارتش کنفدراسیون. یک نیروی زمینی ارتشی از ایالات موتلفه آمریکا است که در دوران جنگ‌های داخلی آمریکا و در جهت مقابله با ارتش اتحادیه تشکیل شد. در تاریخ ۲۸ فوریه ۱۸۶۱ کنگره موقت موتلفه تأسیس این ارتش داوطلب را برای کنترل عملیات نظامی و قدرت بیشتر در نبرد با اتحادیه تصویب کرد و در همان زمان ریاست آن را به جفرسون دیویس فارغ‌التحصیل آکادمی نظامی ایالات متحده و سرهنگ داوطلب جنگ مکزیک داد.

## فرار از خدمت
در بسیاری از مقاطع جنگ و به ویژه در سال‌های آخر، ارتش کنفدراسیون از دیدگاه نیروهای کمکی در مضیغه بودند. خانوادهٔ اغلب سربازان در وضعیت بدتری قرار داشتند و با گرسنگی و تهدید گروه‌های غارتگر سرگردان مواجه بودند. بسیاری از سربازان، به‌طور موقت به خانه رفتند که این غیبت، یک غیبت بدون مرخصی رسمی بود. معمولاً هنگامی که مشکلات خانوادگی مرتفع می‌گردید، این دسته از سربازان بدون سر و صدا دوباره به خدمت بازمی‌گشتند.
با همهٔ این احوال، در سپتامبر ۱۸۶۴، رئیس‌جمهور دیویس به‌طور علنی اعتراف کرد که دو-سوم سربازان غایب بودند (بیشتر آنها بدون مرخصی). مدتی بعد، مشکل به سرعت بالا گرفت و تعداد کمتری از سربازان بازمی‌گشتند. موضوع اصلی آنجا بود که سربازانی که برای دفاع از خانه و خویشان خود می‌جنگیدند، متوجه شدند که برای انجام چنین وظیفه‌ای، باید ترک خدمت کنند. مارک ویتز - مورخ جنگ داخلی - آمار ۱۰۳۴۰۰ نفر سرباز فراری ذکر شده از ارتش کنفدراسیون را رقم بسیار کمی می‌داند. وی معتقد است که بیشتر فرارها به این دلیل بوده که سرباز، احساس می‌کرده وظیفهٔ بالاتر و مهمتری نسبت به خانواده دارد تا نسبت به کنفدراسیون.

## نگارخانه

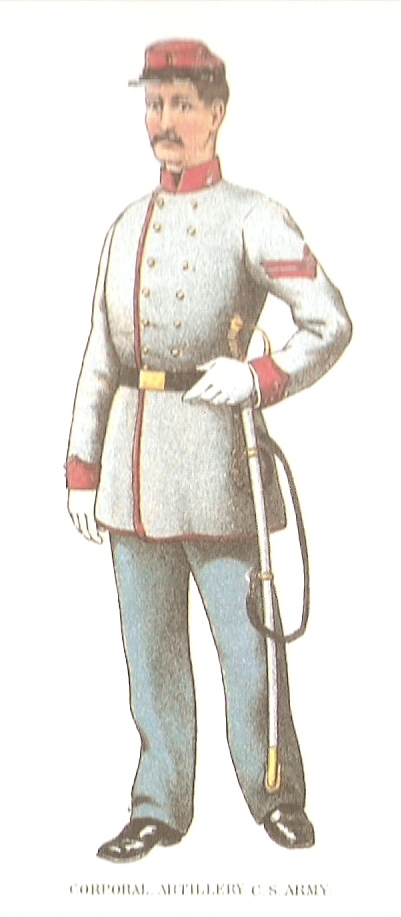
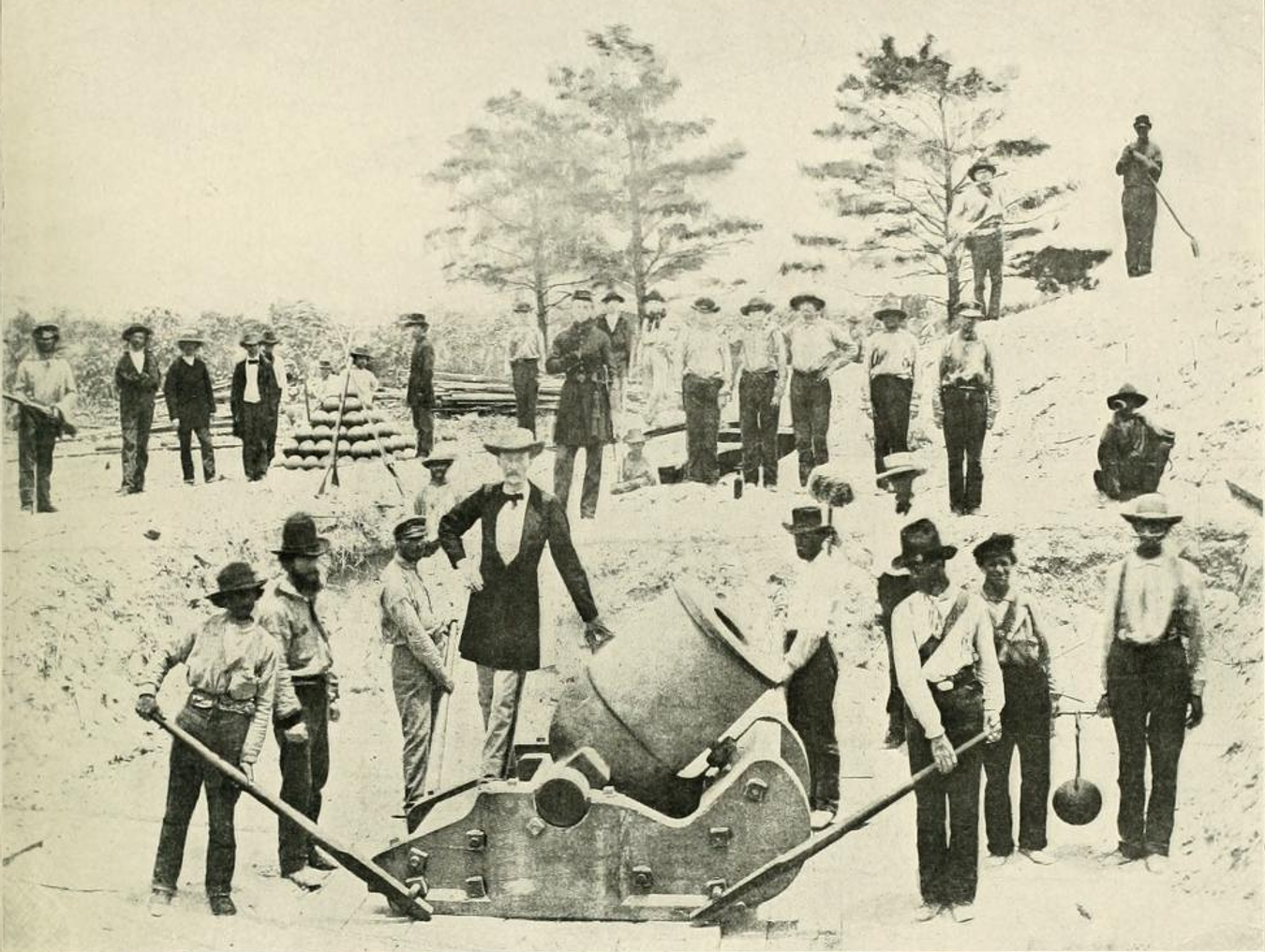
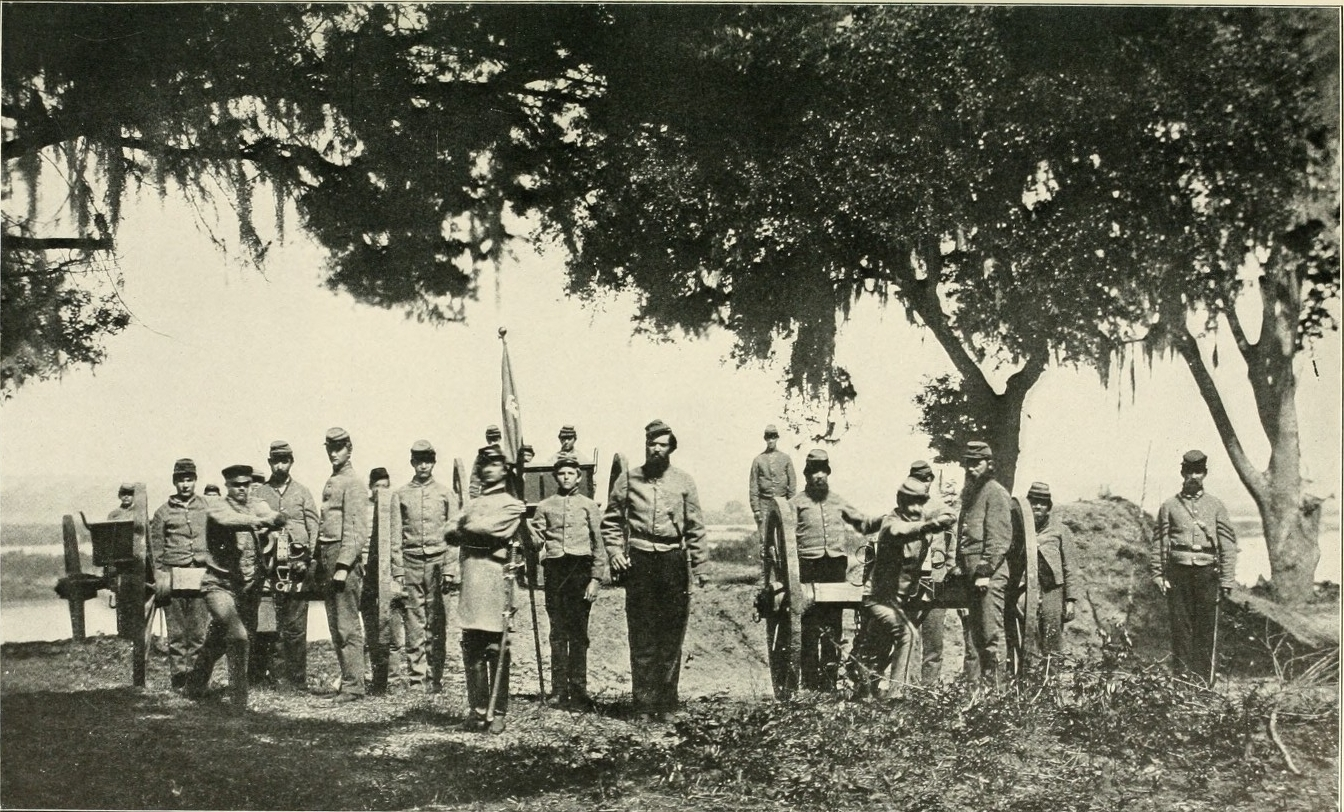
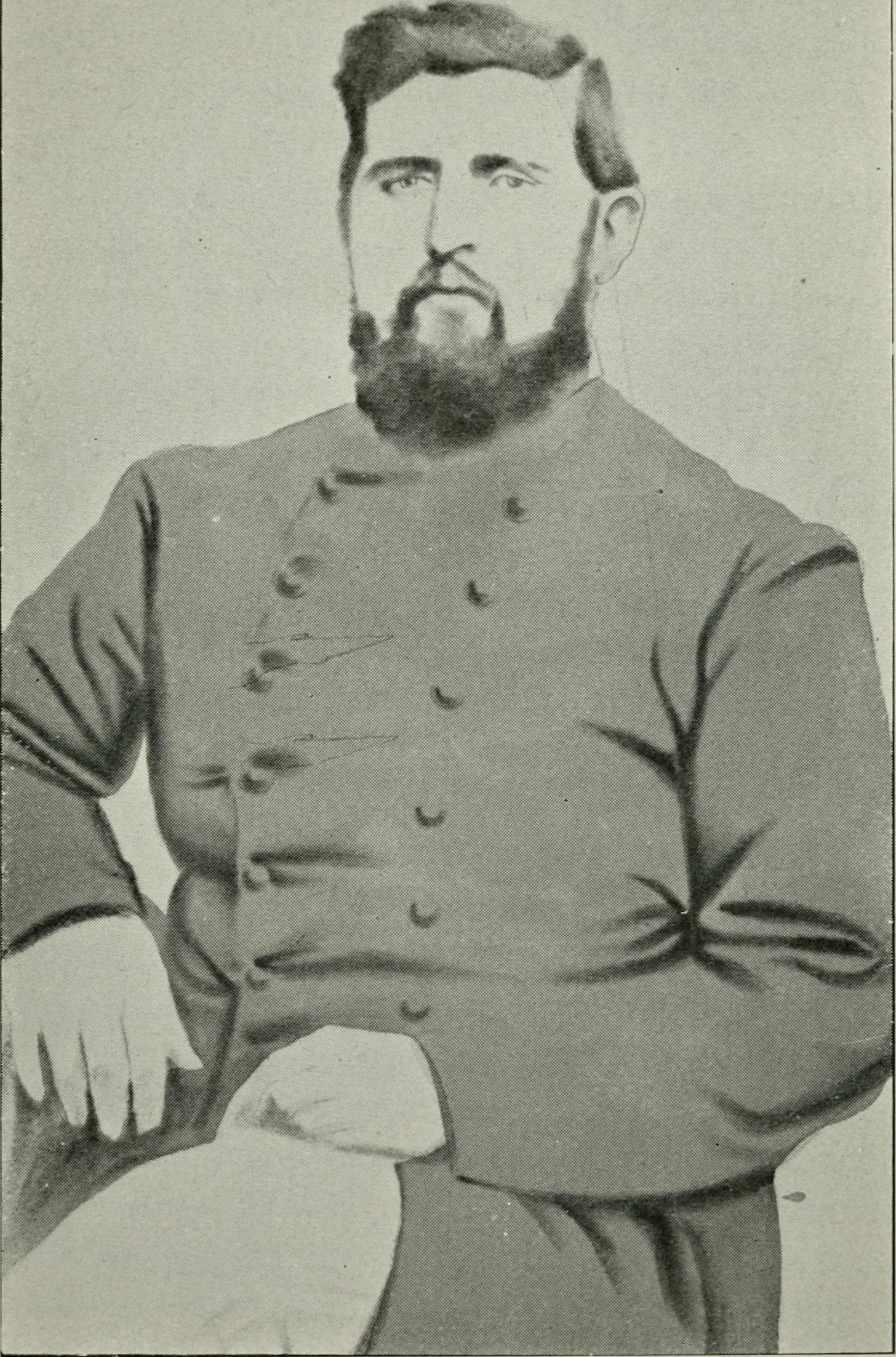